# (14124) Kamil
(14124) Kamil ist ein Asteroid des Hauptgürtels, der am 28. August 1998 von der tschechischen Astronomin Lenka Šarounová an der Sternwarte Ondřejov (IAU-Code 557) auf dem Berg Manda in Ondřejov u Prahy entdeckt wurde.
Der Himmelskörper wurde am 9. Januar 2001 nach dem tschechischen Astronomen Kamil Hornoch (* 1972) benannt, dessen Schwerpunkt die Beobachtung von Kometen und veränderlichen Sternen ist.